# Angelo di Monteverde
L'Angelo di Monteverde, o Angelo della Resurrezione, è una scultura realizzata in marmo da Giulio Monteverde nel 1882. Decora una delle tombe monumentali più conosciute, quella della famiglia Oneto, al Nicchione XIII del Porticato superiore a ponente, all'interno del cimitero di Staglieno di Genova.
La scultura è considerata uno dei simboli del passaggio storico dalla visione positivista della morte, a quella delle correnti simboliste e decadenti. Numerose copie o imitazioni, anche per opera dello stesso Monteverde, si diffusero sin dai primi del Novecento in necropoli e cimiteri di tutto il mondo, fino a creare un vero e proprio stile e diventare negli anni Duemila soggetto di produzioni seriali.

## Storia

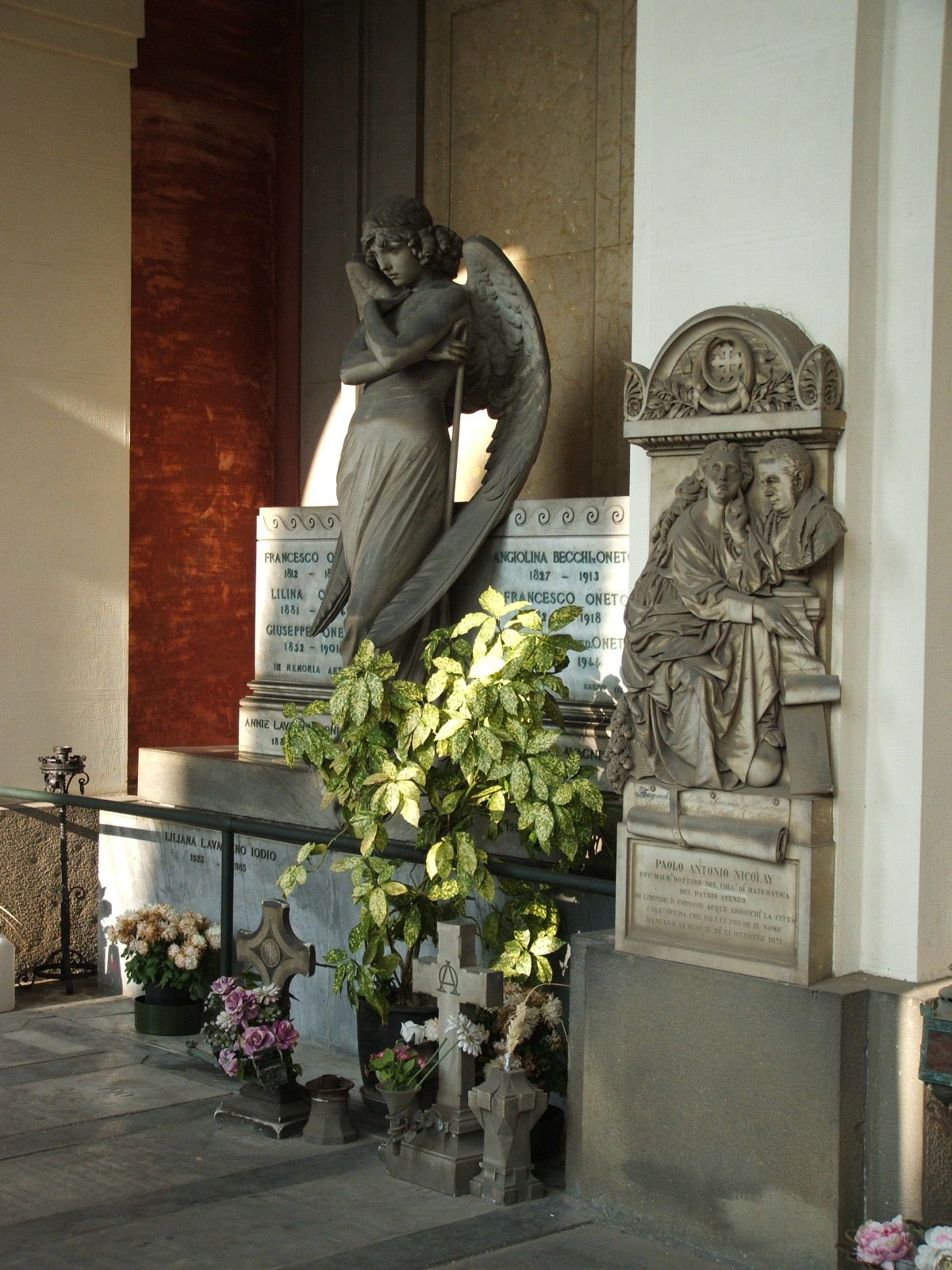
Giulio Monteverde, Tomba Oneto, Cimitero monumentale di Staglieno, Genova

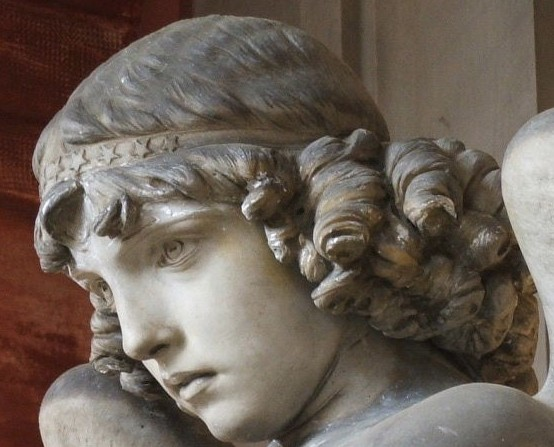
L'angelo di Monteverde, particolare del viso

È una delle opere più conosciute dello scultore italiano Giulio Monteverde (1837 - 1917) che la realizzò nel 1882, insieme all'annesso monumento funebre Oneto, nella sua piena maturità. Fra le opere scultoree che rappresentano angeli (numerose altre sono quelle che decorano tombe all'interno della necropoli genovese), l'Angelo di Monterverde è considerato uno dei momenti più alti della scultura di genere.
A commissionare l'opera fu Francesco Oneto, un benestante commerciante presidente della Banca Generale, che intendeva in tal modo onorare la memoria della sua famiglia.
Dall'angelo raffigurato nella statua traspare una forte carica di emotività sensuale che rompe con gli schemi scultorei fino ad allora in voga: sebbene l'angelo regga con la mano destra la tromba del giudizio universale, la sua postura e il suo sguardo imperscrutabile hanno tutt'altro che un aspetto consolatorio, come ci si aspetterebbe da una figura angelica, facendolo apparire per contro lontano e distaccato rispetto all'evento di cui è muto testimone. L'angelo abbandona quasi del tutto la classica iconografia cristiana di guida per trasformarsi in misterioso, ambiguo, imperscrutabile e imperturbabile testimone.
Monteverde, inoltre, dà alla figura forti caratteristiche androgine, ma con vari tratti femminili, rimarcando il dualismo Eros-Thanatos. L'originalità del capolavoro di Monteverde (che aveva già realizzato nel 1868 a Staglieno il monumento Pratolongo e avrebbe poi scolpito nel 1893 quello per la Tomba Celle) ha stimolato nel tempo la fantasia di numerosi altri scultori, fino a creare un vero e proprio stile.
A riprova del legame fra lo scultore e l'opera, la principale replica venne realizzata da Monteverde stesso nel 1891 per la propria personale cappella funeraria al Cimitero del Verano, la cui costruzione era iniziata nel 1885 in forma di un tempio aperto su tre lati. La statua di Roma fu vandalizzata nel 2015, con la rottura delle dita della mano destra e della canna della tromba.
Un'ulteriore copia anonima, attualmente isolata dalla sepoltura a cui doveva appartenere in origine e valorizzata come opera d'arte autonoma, è visibile nel chiostro della chiesa di Sant'Agostino a Prato, a testimonianza della grande diffusione del modello.

## Galleria d'immagini

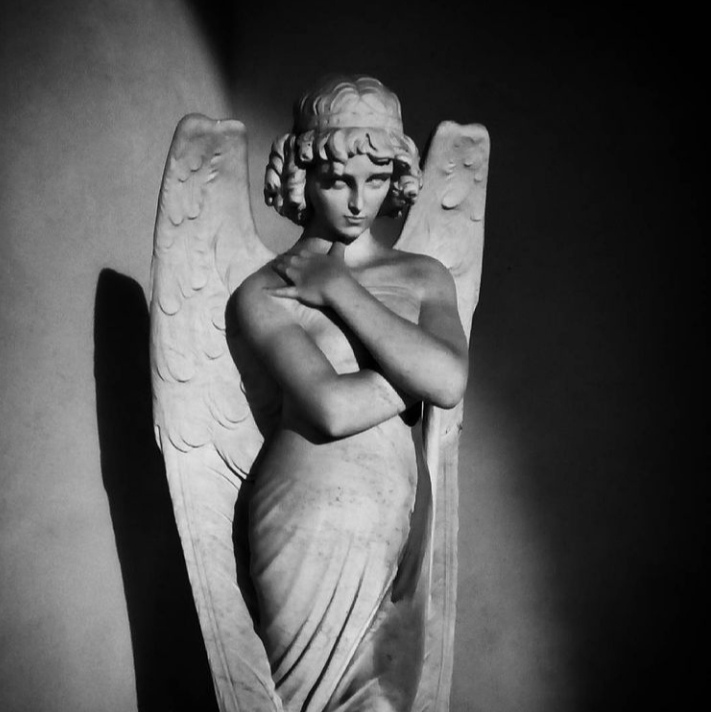
Copia marmorea dell'Angelo di Monteverde nel chiostro della chiesa di Sant'Agostino a Prato

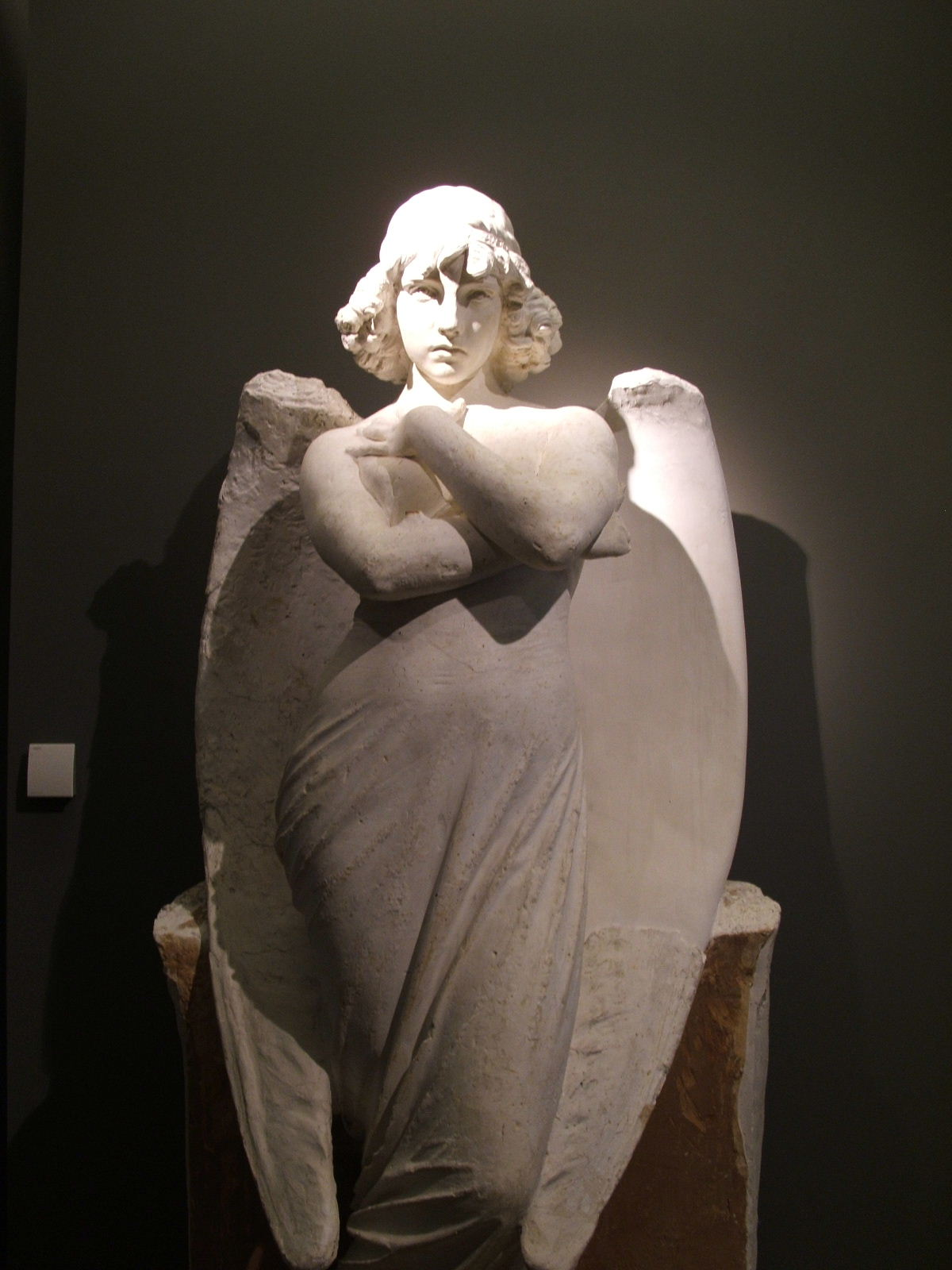
Una copia dell'Angelo di Monteverde è custodita a Villa Saluzzo Serra, sede della Galleria d'Arte Moderna di Genova

| Angelo conturbante |  |  |
|                    |  |  |
|                    |  |  |
|                    |  |  |
|                    |  |  |